# Ignaz Lallinger
Ignaz Lallinger (* 14. Dezember 1811 in Burghausen; † 22. September 1844 in Meran) war ein deutscher Kommunalpolitiker.

## Werdegang
Lallinger war von 1842 bis zu seinem Tod im Herbst 1844 Rechtskundiger Bürgermeister von Ingolstadt.